# Hiroshi Kiyotake
Hiroshi Kiyotake (Ōita, 12 de novembro de 1989) é um futebolista japonês que atua como meia. Atualmente, joga pelo Oita Trinita onde é capitão.

## Carreira

### Oita e Cerezo Osaka
Hiroshi Kiyotake foi revelado pelo Oita Trinita onde atuou até 2009, suas boas atuações o levaram para os rosados do Cerezo Osaka, de 2012 a 2014 fez sucesso na J-League, que o fez chegar na Seleção Japonesa de Futebol.

### Alemanha
Após se consolidar como jogador no Cerezo Osaka, veio proposta para o futebol alemão, o 1. FC Nürnberg o contratou para a temporada 2012-2013	

## Títulos
Oita Trinita
- J.League Cup: 2008

Cerezo Osaka
- J.League Cup: 2017
- Emperor's Cup: 2017
- Japanese Super Cup: 2018